# Corsia
Corsia, biljni rod iz porodice Corsiaceae, dio reda ljiljanolike. Postoji 25 priznatih vrsta mikoheterotrofnih aklorofilnih biljaka raširenih po Papuaziji i Australiji

## Vrste
1. Corsia acuminata L.O.Williams
2. Corsia arfakensis Gibbs
3. Corsia boridiensis P.Royen
4. Corsia brassii P.Royen
5. Corsia clypeata P.Royen
6. Corsia cordata Schltr.
7. Corsia cornuta P.Royen
8. Corsia crenata J.J.Sm.
9. Corsia cyclopensis P.Royen
10. Corsia dispar D.L.Jones & B.Gray
11. Corsia haianjensis P.Royen
12. Corsia huonensis P.Royen
13. Corsia lamellata Schltr.
14. Corsia merimantaensis P.Royen
15. Corsia ornata Becc.
16. Corsia papuana P.Royen
17. Corsia purpurata L.O.Williams
18. Corsia pyramidata P.Royen
19. Corsia resiensis P.Royen
20. Corsia torricellensis Schltr.
21. Corsia triceratops P.Royen
22. Corsia unguiculata Schltr.
23. Corsia viridopurpurea P.Royen
24. Corsia wiakabui (W.N.Takeuchi & Pipoly) D.L.Jones & B.Gray
25. Corsia wubungu P.Royen